# 美丽岛电子报
《美麗島電子報》是台灣的一家電子媒體，2009年12月10日由民主進步黨美麗島系人士許信良創辦，公司名稱為美麗島文化事業股份有限公司。目前的董事長是吳子嘉，副董事長是郭正亮。

## 歷史
2008年中華民國總統選舉，民主进步党惨败，当时许多人认为泛绿阵营须加强台海两岸政策论述；许信良也认为确实有建立两岸资讯平台的必要，因而于2009年12月10日成立《美丽岛电子报》，标榜“提供理性观点的媒体”。
2009年12月10日《美丽岛电子报》成立记者会，創始董事長许信良表示，台湾政治人物必须充分认识已崛起的中国大陆，尽管不能五体投地、毫无保留地倾中，但也不能一味反中。許信良介紹，《美麗島電子報》是一個提供理性觀點的媒體，邀集朝野領袖包括李登輝、呂秀蓮與許信良展開對話，並邀請了解中國大陸的專家學者包括林濁水、文硯叔、張百達、許淑芬、田飛生、楊偉中等人，從縱深到廣度，提供面對中國大陸的多元觀點。許信良說，泛藍和泛綠兩大政黨黨派對兩岸議題始終缺乏理性討論，如果台灣繼續陷入死胡同而不自覺，台灣優勢將快速喪失；所以他試圖藉由《美麗島電子報》，提供台灣人民在朝野之外的「第三個觀點」，希望讓兩岸議題理性發展、避免淪為政治鬥爭工具。
2011年4月3日，《美麗島電子報》副董事長兼民間全民電視公司大股東吳子嘉接受中評社專訪時說，許信良是一位用功的人，關心大政治問題，就像《美麗島電子報》創辦宗旨，傳播思想、提攜後進及參加運動。
2012年11月23日，許信良於《美麗島電子報》董事會提案，為了強化經營團隊陣容，敦請民進黨前立法委員郭正亮擔任董事及副董事長；此提案經董事會全體決議通過，即日起生效。
2016年6月18日，许信良宣布辞去《美麗島電子報》董事长一职，副董事長吴子嘉接任董事長，郭正亮仍為副董事長。
2016年8月10日，許信良接任亞太和平研究基金會董事長。